# Equipe finlandesa na Copa Davis
A equipe finlandesa na Copa Davis representa a Finlândia na Copa Davis, principal competição de tênis masculina por equipes do mundo. É administrada pela Suomen Tennisliitto.

## Última escalação
Pela fase de grupos do Finals, em setembro de 2023.
- Harri Heliövaara
- Patrick Kaukovalta
- Patrik Niklas-Salminen
- Emil Ruusuvuori
- Otto Virtanen